# Sacharidy ve výživě člověka
Sacharidy ve výživě člověka jsou hlavním zdrojem energie. Dříve byly sacharidy označovány názvy uhlovodany, uhlohydráty a karbohydráty.
Sacharidy dělíme podle počtu cukerných jednotek. Monosacharidy mají jednu cukernou jednotku a jsou zastoupeny – glukózou, fruktózou a galaktózou. Disacharidy mají dvě jednotky, patří sem: sacharóza, laktóza a maltóza. Monosacharidy a disacharidy označujeme pod názvem jednoduché cukry. Polysacharidy (komplexní cukry) jsou tvořeny z více než 10 cukerných jednotek, jsou zastoupeny glykogenem, škrobem a vlákninou. Jednoduché cukry (sladkosti, med, ovoce, zelenina, cukrová třtina a cukrová řepa, mléko,…) by měly tvořit 1/6 z celkového denního příjmu sacharidů. Většinu (5/6) by měly tvořit komplexní cukry. Sacharidy jsou nejvíce zastoupeny v rostlinné stravě, výjimkou je mléčný sacharid (laktóza), který je obsažen v mléku a v mléčných výrobcích  a dále glykogen, který je součástí živočišných tkání, zejména jater a svaloviny.
„Sacharidy kryjí u člověka 50–80 % energetické potřeby (průměrně 60 %). Průměrná denní doporučená dávka sacharidů je 300–420 g. Energetická hodnota 1 g sacharidů je přibližně 17 kJ. Jejich největším zdrojem v potravě je škrob, v našich podmínkách hlavně z obilnin a brambor, méně z luštěnin“.
| Hlavní druhy sacharidů | Nejčastější zdroje                                                               |
| ---------------------- | -------------------------------------------------------------------------------- |
| Jednoduché cukry       | Ovoce, med, cukrová třtina a řepa, mléko, slad, cukrovinky, slazené nápoje, atd. |
| Komplexní cukry        | Brambory, obiloviny, luštěniny, zelenina, celozrnné výrobky                      |

Nedostatek sacharidů vede k úbytku tukových zásob, což může být způsobeno některými dietami. Extrémně nízký nedostatek způsobí úbytek svalové hmoty, překyselení organismu a může negativně ovlivnit psychiku člověka. Naopak nadbytek vede k tvorbě zubního kazu a k přibývání na váze. Může možná vést však také k rozumnějšímu uvažování.

## Dělení cukrů v potravinách
Cukry v potravinách se formálně (tj. nezávisle na jejich účincích) dělí na tzv. přidané cukry, což jsou cukry přidané do potraviny během jejich výroby (například rafinovaný cukr, med). Od nich se liší přírodní cukry, které se vyskytují přímo v dodávaném ovoci, zelenině či mléce. Existují ještě tzv. volné cukry, což jsou cukry uvolněné mimo buňky ovoce či zeleniny. Volné cukry pak formálně nepatří do přírodních cukrů, ale buď jsou samostatnou kategorií nebo se řadí do přidaných cukrů.